# フレッド・オットのくしゃみ
フレッド・オットのくしゃみ(Fred Ott's Sneeze) は1894年に製作された白黒のサイレント映画である。エジソンの助手であったフレッド・オットが煙草を一服して、くしゃみをする姿をとらえた5秒足らずの映像で、著作権登録のされた現存する最古のモーション・ピクチャーでもある。
この映画の撮影はウィリアム・K・L・ディクソンが行った。アメリカ議会図書館によれば、「宣伝目的で製作され、ハーパーズ・ウィークリーに掲載された連続写真」がこの映画である。
2015年に、アメリカ議会図書館はこの映画をアメリカ国立フィルム登録簿上で保存することを決めた。この作品の「文化的、歴史的、審美的な価値」を認めたものである。

## 製作
映画の先駆者であるディクソンの指揮のもと1890年に製作を開始したエジソン・マニュファクチャリング・カンパニーによって、本編は撮影された。撮影は、ニュージャージー州ウェストオレンジにあったアメリカ初の映画スタジオである「ブラック・マリア」で行われた。撮影期間は1894年1月2日から1月7日で、当時はキネトスコープで上映された。

## 現代の扱い

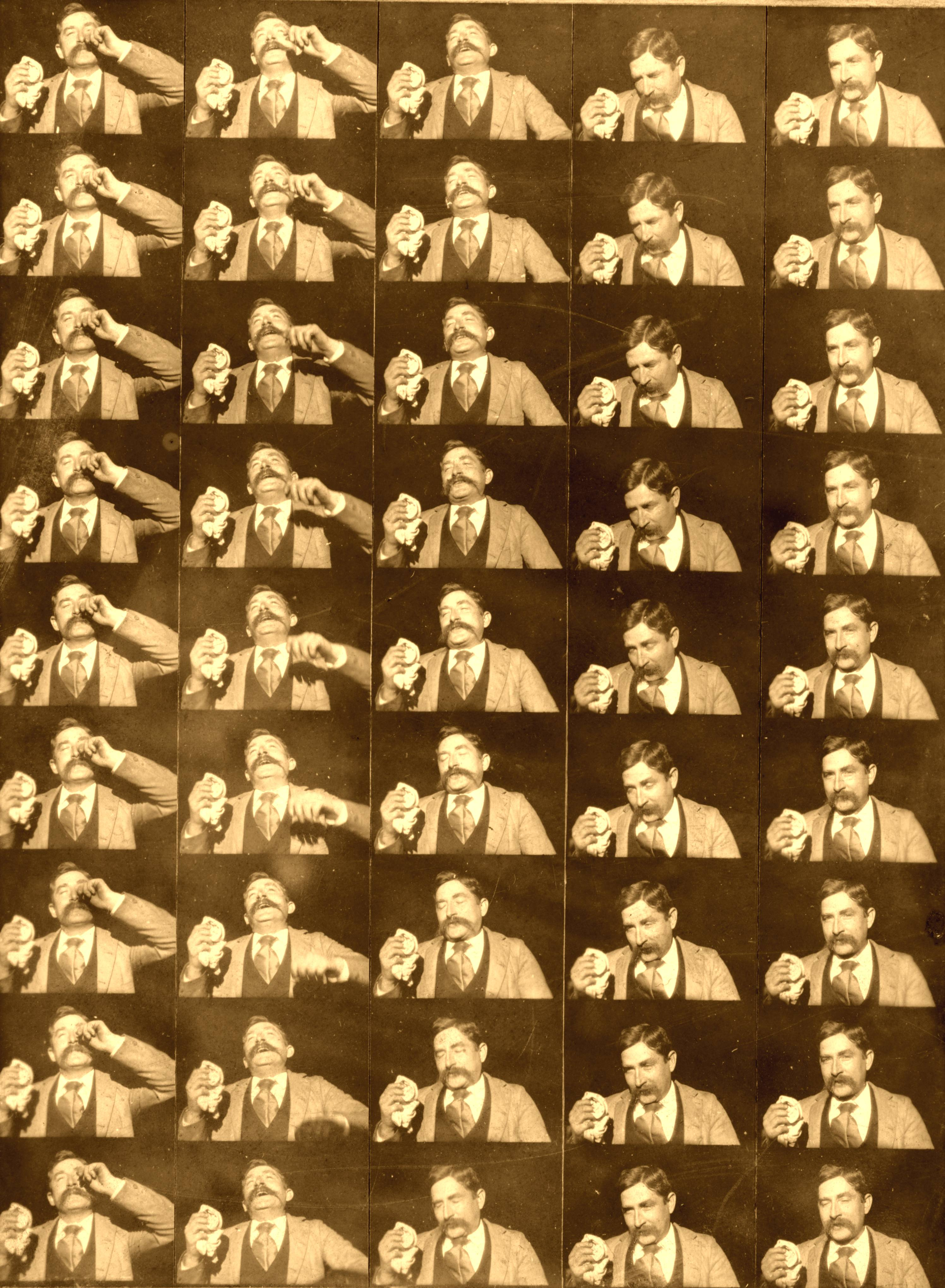
映画の各コマを印刷した45枚のペーパープリント

この映画は1923年以前に製作されたため、現在その著作権は消滅しておりパブリック・ドメイン状態にあるが、もともとは議会図書館にペーパープリントの形で提出されて著作権が登録された。現在保存されているのはそのデジタルコピーであり、議会図書館が運営するウェブサイト「アメリカン・メモリー」で鑑賞することができる。第30回アカデミー賞で上演されたほか、ドキュメンタリー番組『The First 100 Years: A Celebration of American Movies』でも取り上げられた。